# Aristolochia baetica
Aristolochia baetica (Хвилівник андалузький) — вид квіткових рослин родини хвилівникові (Aristolochiaceae). Етимологія: назва стосується поширення рослини в Бетіці.

## Поширення
Рослина зустрічається в Алжирі, Марокко, Гібралтарі, Іспанії та Португалії.

## Опис
Це отруйна багаторічна витка рослина, стебла якої голі й сягають довжини 5 м. Це вічнозелена рослина; квіти у розмірах варіюватися від 2 до 5 сантиметрів а колір від коричнево-фіолетового до червоного. Рослина цвіте з травня по червень. Листя розташоване по черзі, зелене, довжиною до 10 см, серцеподібне.